# 江朝賓
江朝賓（？—？），字如見，福建福州府福清县人，軍籍，明朝政治人物。

## 生平
万历二十二年（1594年）甲午科福建乡试舉人，三十二年（1604年）甲辰科进士，都察院觀政，三十三年授合肥县知县，三十七年除丰城知县，四十一年升南工部主事，芜湖抽分，四十四年升郎中。泰昌元年補太仓州同知，天启元年升扬州府同知，三年升户部山东司员外，七年補霸州知州。